# گوکبرک دمیرجی
گوکبرک دمیرجی (ترکی استانبولی: Gökberk Demirci؛ زادهٔ ۲۰ اکتبر ۱۹۸۹) بازیگر تلویزیونی اهل ترکیه است. او با بازی در نقش امیر در سریال سوگند به شهرت رسیده‌است.

## تحصیلات
او دوره باریگری تئاتر را در Cengiz Küçükayvaz گذرانده‌است.

## آغاز کار در تلویزیون
گوکبرک دمیرجی با بازی در نقش جزئی در Osmanlı: Kıyam (۲۰۱۲) شروع به فعالیت در تلویزیون کرد و در سال ۲۰۱۹ در سریال سوگند نقش اصلی را به دست آورد.

## تلویزیون
| سال  | نام                         | نقش    |
| ---- | --------------------------- | ------ |
| ۲۰۱۹ | قسم                         | amir   |
| ۲۰۱۸ | Arka Sokaklar               | Cüneyt |
| ۲۰۱۷ | Hayatımın Aşkı              | Adil   |
| ۲۰۱۶ | Adını Sen Koy               | Kılıç  |
| ۲۰۱۳ | Osmanlı’da Derin Devle      |        |
| ۲۰۱۲ | Bir Zamanlar Osmanlı: Kıyam |        |

## فیلم‌ها
| سال  | نام               | نقش              |
| ---- | ----------------- | ---------------- |
| ۲۰۱۷ | Malazgirt 1071    | Sultan Alparslan |
| ۲۰۱۶ | Yıldızlar Kayar   |                  |
| ۲۰۱۵ | Demir Atlı Gringo |                  |